# Середньоівкінське сільське поселення
Середньоі́вкінське сільське поселення (рос. Среднеивкинское сельское поселение) — адміністративна одиниця у складі Верхошижемського району Кіровської області Росії. Адміністративний центр поселення — село Середньоівкіно.

## Історія
Станом на 2002 рік на території сучасного поселення існували такі адміністративні одиниці:
- Вороньєвський сільський округ (присілки Вороньє, Воскресенці, Самосуди)
- Середньоівкінський сільський округ (село Середньоівкіно, присілки Осиновиця, Осколки, Сутяга, Чучалови)

Поселення було утворене згідно із законом Кіровської області від 7 грудня 2004 року № 284-ЗО у рамках муніципальної реформи шляхом перетворення та об'єднання Вороньєвського та Середньоівкінського сільських округів.

## Населення
Населення поселення становить 1302 особи (2017; 1335 у 2016, 1341 у 2015, 1344 у 2014, 1347 у 2013, 1352 у 2012, 1310 у 2010, 1514 у 2002).

## Склад
До складу поселення входять 8 населених пунктів:
| Населений пункт       | Населення, осіб (2002) | Населення, осіб (2010) |
| --------------------- | ---------------------- | ---------------------- |
| Вороньє, присілок     | 365                    | 271                    |
| Воскресенці, присілок | 18                     | 1                      |
| Осиновиця, присілок   | 153                    | 144                    |
| Осколки, присілок     | 6                      | 7                      |
| Самосуди, присілок    | 12                     | 4                      |
| Середньоівкіно, село  | 863                    | 797                    |
| Сутяга, присілок      | 84                     | 74                     |
| Чучалови, присілок    | 13                     | 12                     |